# 12 janvier 1988
Le 12 janvier 1988 est le 12e jour de l'année 1988 du calendrier grégorien. Il s'agit d'un mardi.

## Événements

### Politique
- Ray Mabus devient gouverneur du Mississippi.

### Sports
- Bernhard Gstrein remporte l'épreuve de slalom à la Coupe du monde de ski alpin.

## Naissances
- Tumatai Dauphin, athlète français
- Claude Giroux, joueur de hockey sur glace canadien
- Kim Hyun-soo, joueur de base-ball coréen
- Andrew Lawrence, acteur américain
- Enrique López Delgado, footballeur espagnol
- Vyacheslav Sakayev, athlète russe
- Douglas Franco Teixeira, footballeur néerlandais

## Décès
- Joe Albany, pianiste américain (63 ans)
- Jésus Etcheverry, chef d'orchestre français (76 ans)
- Auguste Joubert, homme politique français (84 ans)
- Piarres Larzabal, écrivain français de langue basque (62 ans)
- Connie Mulder, homme politique sud-africain (62 ans)
- Bruno Prevedi, ténor italien (59 ans)
- Piero Taruffi, pilote automobile italien (81 ans)